# 烏賊飯

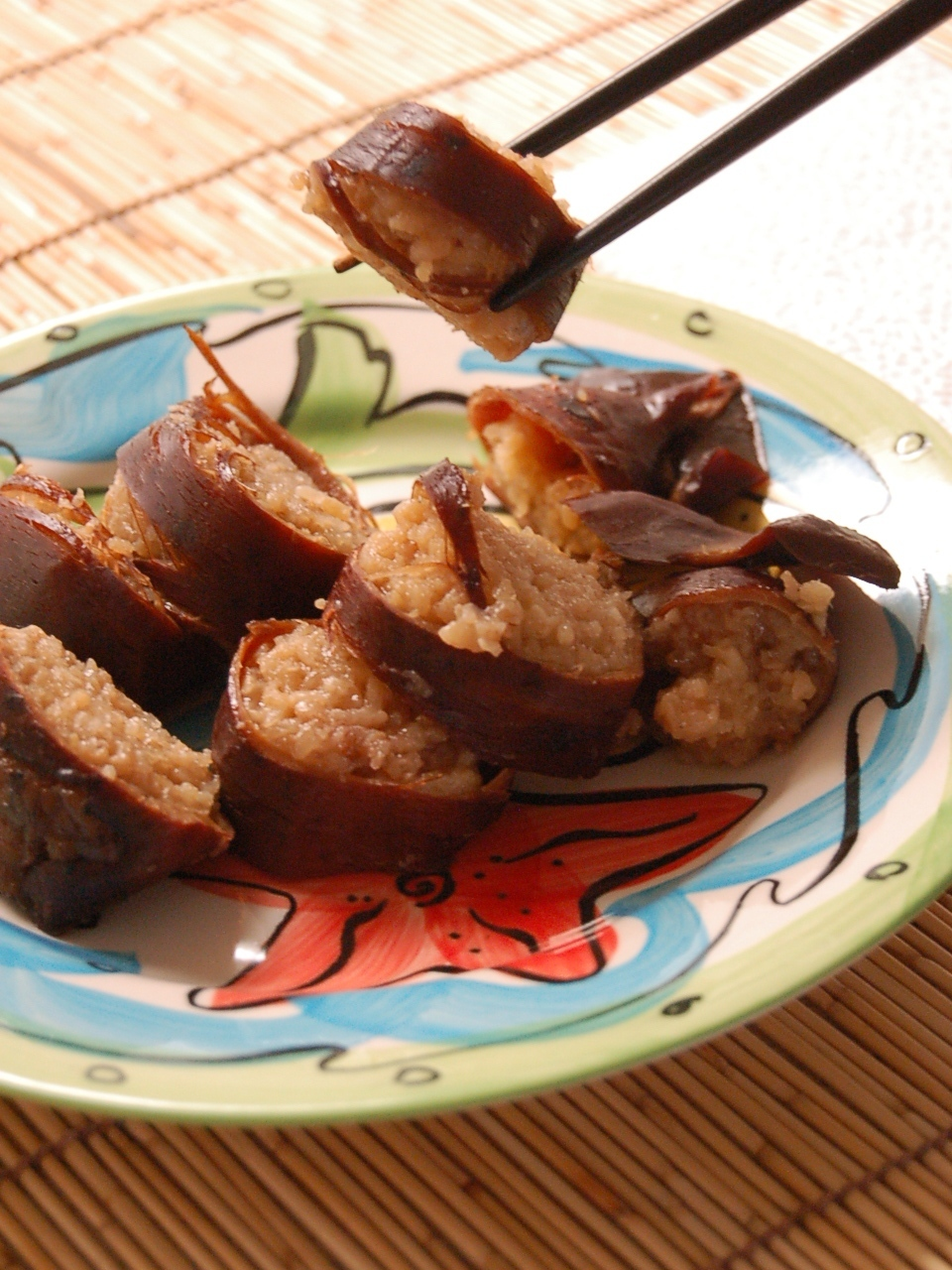
切開的烏賊飯

烏賊飯（日语：／ ikameshi），是在烏賊體內放入米飯再炊煮的日本料理。是北海道渡島地方的鄉土料理。

## 準備
先將烏賊的腳去除，並清除內臟、骨頭，然後塞入調味過的白米或糯米，用日式高湯跟醬油一同炊煮。。有時作為食材填充物的有：魷魚的觸腳、竹筍、胡蘿蔔、油炸豆皮、魷魚的墨汁、魷魚肝。